# Santa Margherita di Belice Grecanico
Il Santa Margherita di Belice Grecanico è un vino a DOC che può essere prodotto nel comune di Santa Margherita di Belice in provincia di Agrigento.

## Vitigni con cui è consentito produrlo
- Grecanico Dorato minimo 85%
- altri vitigni a bacca bianca, idonei alla coltivazione per la provincia di Agrigento, fino ad un massimo del 15%.

## Caratteristiche organolettiche
- colore: giallo paglierino tenue, con riflessi verdognoli;
- profumo: delicato, caratteristico, fine;
- sapore: secco, pieno, caratteristico;

## Produzione
Provincia, stagione, volume in ettolitri